# Good Harvest
Good Harvest är en svensk americanaduo som bildades i Falun 2012 av Hanna Enlöf (f. 1990) och Ylva Eriksson (f. 1990). Duon har släppt en egenutgiven EP 2012 och sedan ett studioalbum 2017 under skivbolaget Space Station 12.

## Diskografi

### Studioalbum
- 2014 – Bottom Dollar
- 2017 – In a Life and Place Like This
- 2020 – Dream of June

### Livealbum
- 2019 – Far Beyond

### Fotnoter
1. ↑  Hammarström, Erik. ”Good Harvest”. Joyzine. http://joyzine.se/?p=6189. Läst 29 oktober 2017.
2. ↑  TT (12 juni 2017). ”Fullspäckad sommar för Good Harvest”. Sydsvenskan. https://www.sydsvenskan.se/2017-06-12/fullspackad-sommar-for-good-harvest. Läst 29 oktober 2017.
3. ↑  Stentäpp, Jonas (6 oktober 2016). ”Stor intervju - Good Harvest från Falun är Per Gessles nya satsning”. Dala-demokraten. Arkiverad från originalet den 27 juni 2017. https://web.archive.org/web/20170627003305/http://www.dalademokraten.se/noje/stor-intervju-good-harvest-fran-falun-ar-per-gessles-nya-satsning. Läst 29 oktober 2017.